# Champoulet
Champoulet és un municipi francès, situat al departament del Loiret i a la regió de Centre – Vall del Loira. L'any 2007 tenia 53 habitants.

## Demografia

### Població
El 2007 la població de fet de Champoulet era de 53 persones. Hi havia 28 famílies, de les quals 8 eren unipersonals (8 dones vivint soles i 8 dones vivint soles), 12 parelles sense fills, 4 parelles amb fills i 4 famílies monoparentals amb fills.
La població ha evolucionat segons el següent gràfic:
Habitants censats

### Habitatges
El 2007 hi havia 49 habitatges, 29 eren l'habitatge principal de la família, 13 eren segones residències i 7 estaven desocupats. 45 eren cases i 1 era un apartament. Dels 29 habitatges principals, 24 estaven ocupats pels seus propietaris, 4 estaven llogats i ocupats pels llogaters i 1 estava cedit a títol gratuït; 4 tenien dues cambres, 7 en tenien tres, 9 en tenien quatre i 8 en tenien cinc o més. 21 habitatges disposaven pel capbaix d'una plaça de pàrquing. A 11 habitatges hi havia un automòbil i a 16 n'hi havia dos o més.

### Piràmide de població
La piràmide de població per edats i sexe el 2009 era:
| Homes | Edats   | Dones |
| ----- | ------- | ----- |
| 0     | 95 o +  | 0     |
| 0     | 90 a 94 | 0     |
| 0     | 85 a 89 | 0     |
| 0     | 80 a 84 | 0     |
| 0     | 75 a 79 | 0     |
| 4     | 70 a 74 | 4     |
| 0     | 65 a 69 | 8     |
| 4     | 60 a 64 | 0     |
| 4     | 55 a 59 | 4     |
| 8     | 50 a 54 | 4     |
| 8     | 45 a 49 | 8     |
| 0     | 40 a 44 | 0     |
| 4     | 35 a 39 | 0     |
| 0     | 30 a 34 | 0     |
| 4     | 25 a 29 | 0     |
| 4     | 20 a 24 | 4     |
| 4     | 15 a 19 | 0     |
| 0     | 10 a 14 | 0     |
| 0     | 5 a 9   | 0     |
| 4     | 0 a 4   | 0     |

## Economia
El 2007 la població en edat de treballar era de 33 persones, 23 eren actives i 10 eren inactives. De les 23 persones actives 21 estaven ocupades (12 homes i 9 dones) i 1 aturada (1 home). De les 10 persones inactives 8 estaven jubilades i 2 estaven classificades com a «altres inactius».
Activitats econòmiques
Dels 2 establiments que hi havia el 2007, 1 era d'una empresa de fabricació de material elèctric i 1 d'una empresa de serveis.
L'any 2000 a Champoulet hi havia 3 explotacions agrícoles.

## Poblacions més properes
El següent diagrama mostra les poblacions més properes.